# بيدير مولر
بيدير مولر (بالدنماركية: Peder Møller)‏ هو عازف كمان دنماركي، ولد في 28 فبراير 1877 في Brønderslev ‏ في الدنمارك، وتوفي في 1 يوليو 1940 في كوبنهاغن في الدنمارك.

## وصلات خارجية
- بيدير مولر على موقع ميوزك برينز (الإنجليزية)